# 卡格拉巴里
卡格拉巴里（Khagrabari），是印度西孟加拉邦Koch Bihar县的一个城镇。总人口19762（2001年）。

## 人口
该地2001年总人口19762人，其中男性10137人，女性9625人；0—6岁人口2110人，其中男1061人，女1049人；识字率76.35%，其中男性为81.51%，女性为70.92%。